# Kułak

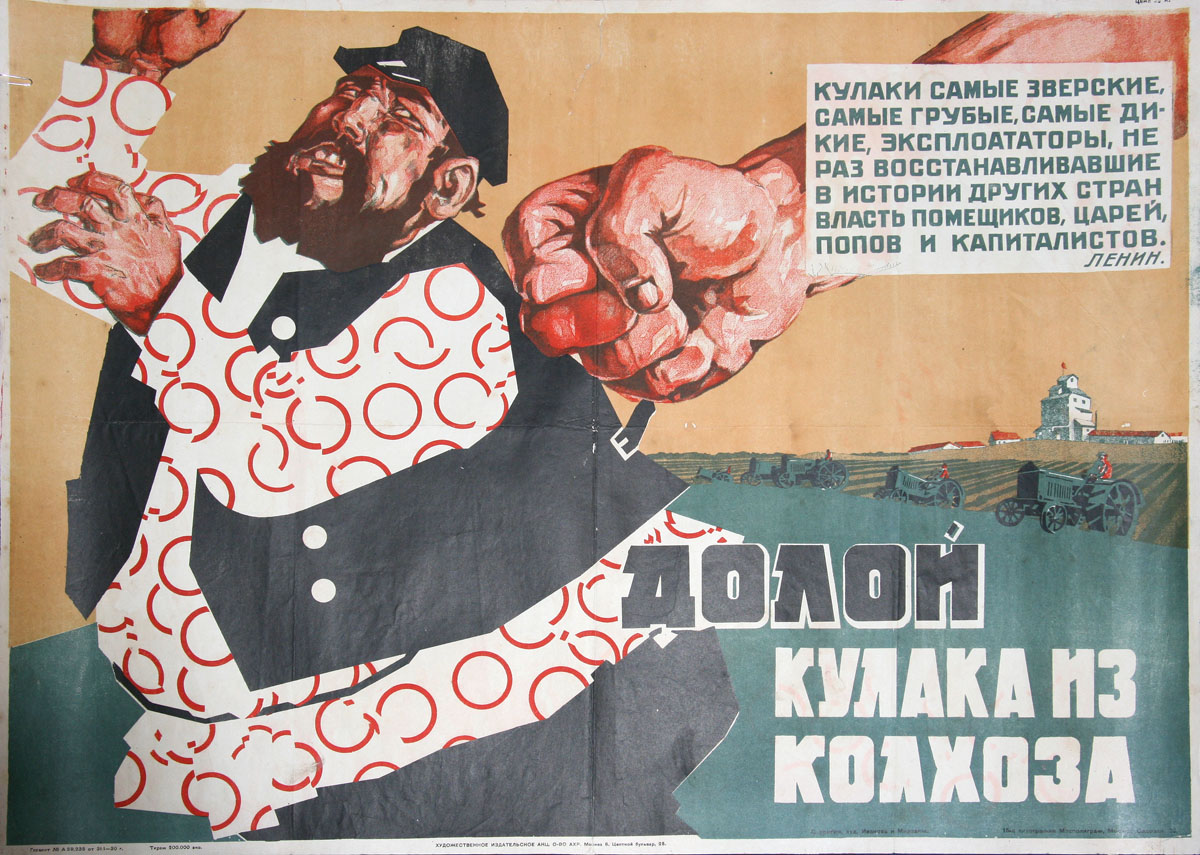
Sowiecki plakat propagandowy: „Kułak precz z kołchozu”

Kułak (ros. кулак) – pejoratywne określenie stosowane w ZSRR, a następnie w państwach bloku wschodniego wobec bogatego chłopa, utożsamianego propagandowo z „wrogiem klasowym”, „zdziercą”  i „pijawką na zdrowym ciele społeczności wiejskiej”.

## Kułak w ZSRR
W okresie przymusowej kolektywizacji uznanie za kułaka oznaczało zaliczenie do wrogów władzy radzieckiej (por. wróg ludu), przeciw któremu uzasadnione było stosowanie wszelkich form represji państwowej. Chłop uznany przez lokalne władze partyjne za kułaka, jak i jego rodzina, podlegali rozkułaczeniu, co oznaczało konfiskatę całego majątku, przejęcie ziemi przez kołchoz, a następnie deportację do obozów Gułagu lub zesłanie do odległych rejonów ZSRR.

### Ewolucja znaczenia
Przed rewolucją bolszewicką kułak (ros. кулак – pięść) oznaczał bogatego chłopa, który prowadził gospodarstwo rolne zatrudniając pracowników najemnych do sezonowych prac polowych. W ludowej rosyjskiej tradycji był często złośliwie portretowany jako samolub i sknera, „który trzyma w garści całą wieś”.
Po rewolucji propaganda bolszewicka nadawała temu pojęciu wyjątkowo pejoratywne zabarwienie. W ideologii bolszewików bogaci chłopi stanowili wroga klasowego (obok burżuazji czy drobnomieszczaństwa), niesprzyjającego rewolucji komunistycznej, dlatego należało ich zniszczyć. Jaskrawo przerysowany obraz kułaka-krwiopijcy i wyzyskiwacza ludu był wykorzystywany zwłaszcza w sytuacjach powtarzających się trudności z zaopatrzeniem w żywność w miastach lub w okresach klęsk głodowych na Powołżu, Kubaniu czy sowieckiej Ukrainie. Według części historyków prawdziwe przyczyny tych zjawisk były inne (niewydolność upaństwowionego handlu, rekwizycje żywności i ziarna zasiewowego, forsowanie kolektywizacji, marnotrawstwo i bałagan panujący w kołchozach).

### Obraz w propagandzie
Ludności miejskiej borykającej się z trudnościami aprowizacyjnymi władza komunistyczna wskazywała winnych: kułaków, którzy według propagandy chcą zagłodzić miasta, skrywając ogromne zapasy żywności w podziemnych magazynach, podburzają swoich sąsiadów przeciw władzy radzieckiej, prowadzą sabotaż na polach kołchozowych itd.
Obok kułaka celem propagandowej nagonki w okresie kolektywizacji był także podkułacznik. Za podkułacznika mógł być uznany każdy mieszkaniec wsi, nawet ten który nie posiadał majątku (trudno go więc było zaliczyć do kułactwa), a który opierał się kolektywizacji.

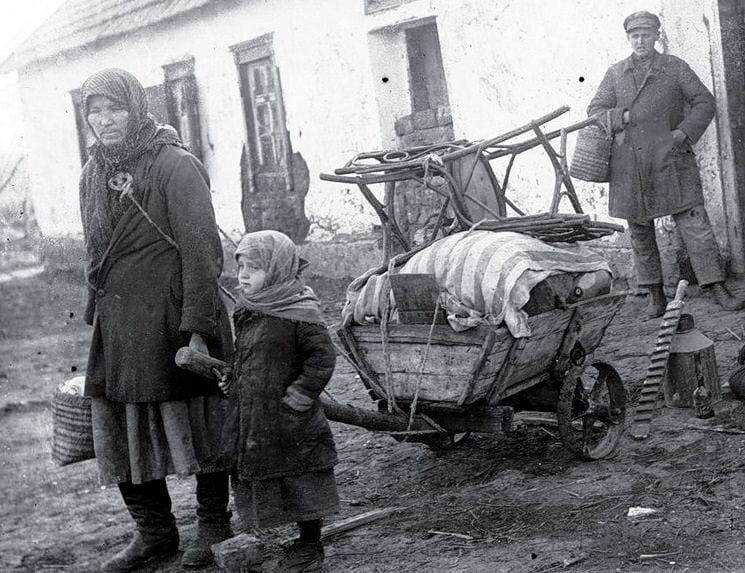
Kułacka rodzina wypędzana z domu podczas akcji rozkułaczania; obwód doniecki, 1930 rok

Na fali propagandy wymierzonej w kułaków została wykreowana postać Pawlika Morozowa. Według propagandowej wersji jego biografii w 1932 r. czternastoletni Morozow doniósł władzy komunistycznej o ukrywaniu ziarna przez swojego ojca kułaka, za co miał zostać zamordowany przez innych członków rodziny. Postać Morozowa została w propagandzie okrzyknięta patronem ruchu pionierskiego i stawiana dzieciom w ZSRR za wzór postawy obywatelskiej.

### Represje
Uporczywa nagonka propagandowa na kułaków miała uzasadniać brutalną rozprawę z nimi („likwidacja kułactwa jako klasy”). Stanowiło to również przygotowanie do wielkiej kolektywizacji lat 1929–1934, kiedy to przymusowo odebrano wszystkim chłopom ziemię, zmuszając ich do pracy na polach kołchozowych bądź do emigracji do miast. Szacuje się, że w toku przymusowej kolektywizacji poddano represjom około piętnastu milionów chłopów, z których większość zesłano do łagrów lub przesiedlono przymusowo w odległe rejony ZSRR.
Oskarżając „klasę kułaków” na terenie Ukraińskiej Socjalistycznej Republiki Radzieckiej o agitację przeciwko kołchozom oraz o sabotaż, władze ZSRR rozpętały w roku 1933 wielki głód na Ukrainie (ukr. Hołodomor) w wyniku którego zginęły miliony ludzi.
Kolejna fala represji miała miejsce podczas tak zwanej operacji kułackiej NKWD (rozkaz NKWD Nr 00447), w trakcie której w latach 1936–1937 aresztowano i skazano około 800 000 osób. Represjom podlegali w szczególności byli kułacy, którzy powrócili do swoich miejscowości po odbyciu kar (np. deportowani w ramach operacji rozkułaczania czy kolektywizacji z początku lat trzydziestych dwudziestego wieku).

## Kułak w PRL
Według klasyfikacji urzędowej chłopi zostali podzieleni na biedniaków, średniaków i kułaków. Biedniak był pozytywny, średniak neutralny, kułak – godny napiętnowania. Piętnowany był m.in. przy pomocy artykułów prasowych, reportaży radiowych, utworów literackich, plakatów. Na rysunkach był przeważnie osobnikiem o złośliwym wyrazie twarzy, ubranym „po pańsku” (marynarka, kamizelka, często widoczny łańcuszek do zegarka kieszonkowego). W reportażach opisywany był jako osobnik, który chowa zboże, nie chcąc podzielić się z innymi, potrzebującymi. Kułaków należało „rozkułaczyć”, czyli odebrać im majątki. Preferowanymi formami własności rolnej były własność państwowa lub spółdzielcza, które powstawały w wyniku kolektywizacji. Również średniacy byli pod lupą i należało ich pilnować, „neutralizować”, aby nie stali się kułakami. Ataki na kułaków skończyły się w PRL w końcu lat 50. XX w., a w latach 70. władze partyjne i państwowe zaczęły wręcz promować dobrze gospodarujących i przedsiębiorczych rolników.